# Eldorado (Berlin)
 (juillet 2024).
La mise en forme du texte ne suit pas les recommandations de Wikipédia : il faut le « wikifier ».
Les points d'amélioration suivants sont les cas les plus fréquents. Le détail des points à revoir est peut-être précisé sur la page de discussion.
- Les titres sont pré-formatés par le logiciel. Ils ne sont ni en capitales, ni en gras.
- Le texte ne doit pas être écrit en capitales (les noms de famille non plus), ni en gras, ni en italique, ni en « petit »…
- Le gras n'est utilisé que pour surligner le titre de l'article dans l'introduction, une seule fois.
- L'italique est rarement utilisé : mots en langue étrangère, titres d'œuvres, noms de bateaux, etc.
- Les citations ne sont pas en italique mais en corps de texte normal. Elles sont entourées par des guillemets français : « et ».
- Les listes à puces sont à éviter, des paragraphes rédigés étant largement préférés. Les tableaux sont à réserver à la présentation de données structurées (résultats, etc.).
- Les appels de note de bas de page (petits chiffres en exposant, introduits par l'outil «  Source ») sont à placer entre la fin de phrase et le point final[comme ça].
- Les liens internes (vers d'autres articles de Wikipédia) sont à choisir avec parcimonie. Créez des liens vers des articles approfondissant le sujet. Les termes génériques sans rapport avec le sujet sont à éviter, ainsi que les répétitions de liens vers un même terme.
- Les liens externes sont à placer uniquement dans une section « Liens externes », à la fin de l'article. Ces liens sont à choisir avec parcimonie suivant les règles définies. Si un lien sert de source à l'article, son insertion dans le texte est à faire par les notes de bas de page.
- La présentation des références doit suivre les conventions bibliographiques. Il est recommandé d'utiliser les modèles {{Ouvrage}}, {{Chapitre}}, {{Article}}, {{Lien web}} et/ou {{Bibliographie}}. Le mode d'édition visuel peut mettre en forme automatiquement les références.
- Insérer une infobox (cadre d'informations à droite) n'est pas obligatoire pour parachever la mise en page.

Pour une aide détaillée, merci de consulter Aide:Wikification.
Si vous pensez que ces points ont été résolus, vous pouvez retirer ce bandeau et améliorer la mise en forme d'un autre article.
Pour les articles homonymes, voir Eldorado (homonymie).
L'Eldorado était le nom de plusieurs boîtes de nuit et lieux de spectacle à Berlin avant l'arrivée du Troisième Reich et la Seconde Guerre mondiale. Le nom du cabaret Eldorado est devenu une partie intégrante de l'iconographie populaire de la République de Weimar. On sait que deux des cinq emplacements occupés par le club au cours de son histoire s'adressaient à un public gay, bien que les participants incluaient non seulement des personnes homosexuelles, lesbiennes et bisexuelles, mais aussi celles s'identifiant comme hétérosexuelles (par exemple, des artistes, auteurs, célébrités, touristes).
Le « travestissement » était toléré dans les locaux, bien qu'il soit pour la plupart légalement interdit et/ou strictement réglementé en public (et dans une certaine mesure en privé) à l'époque. Cette exception à la vie quotidienne attirait non seulement des hommes qui souhaitaient s'habiller en "vêtements du sexe opposé", mais aussi des femmes qui souhaitaient faire de même. Les riches spectateurs étaient encouragés à venir boire et regarder, en tant que soi-disant "Zechenmacher" (ceux qui paient l'addition).
La pratique était particulièrement courante dans les soi-disant "bars lesbiens" ou "bals lesbiens" du quartier à l'époque, et jusqu'aux années 1960 dans des lieux comme le Nationalhof, situé au 37 Bülowstraße, à proximité. Comme les revenus des femmes étaient alors beaucoup plus bas que ceux des hommes en moyenne, les spectateurs masculins ayant de l'argent à dépenser étaient explicitement les bienvenus et il n'était pas rare que des travailleuses du sexe soient présentes pour offrir leurs services.
Cependant, l'éradication de toute référence à la vie queer en Allemagne pendant la période nazie fut si complète qu'il ne restait presque aucune référence publique explicite, ni même archivistique, à l'histoire queer des clubs en 1945. La criminalisation rendait la recherche, la discussion ou l'écriture sur les réalités queer un risque légal pendant les premières décennies suivant la Seconde Guerre mondiale, non seulement en Allemagne. Le fait que le cabaret Eldorado soit encore souvenu est en grande partie dû à son rôle central dans l'inspiration des romans de l'auteur anglo-américain Christopher Isherwood et à la comédie musicale de Broadway, et surtout au film Cabaret de 1972, inspiré par les romans d'Isherwood. Parallèlement, les historiens et les activistes du mouvement de libération gay et du mouvement pour les droits LGBT ont commencé à reconstituer ce qui est maintenant appelé l'histoire queer. L'Eldorado est ainsi devenu une partie importante du récit des histoires LGBTIQ+.

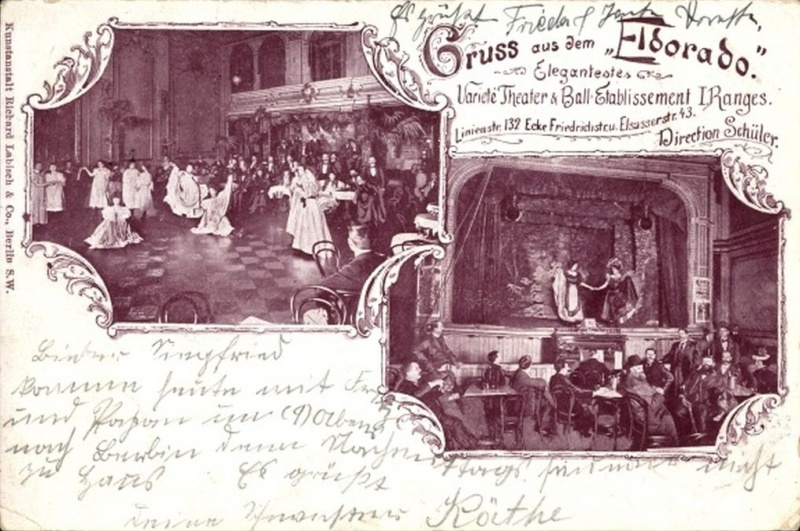
Carte postale pour Eldorado (1900), un théâtre officiellement situé à Elsässer Straße

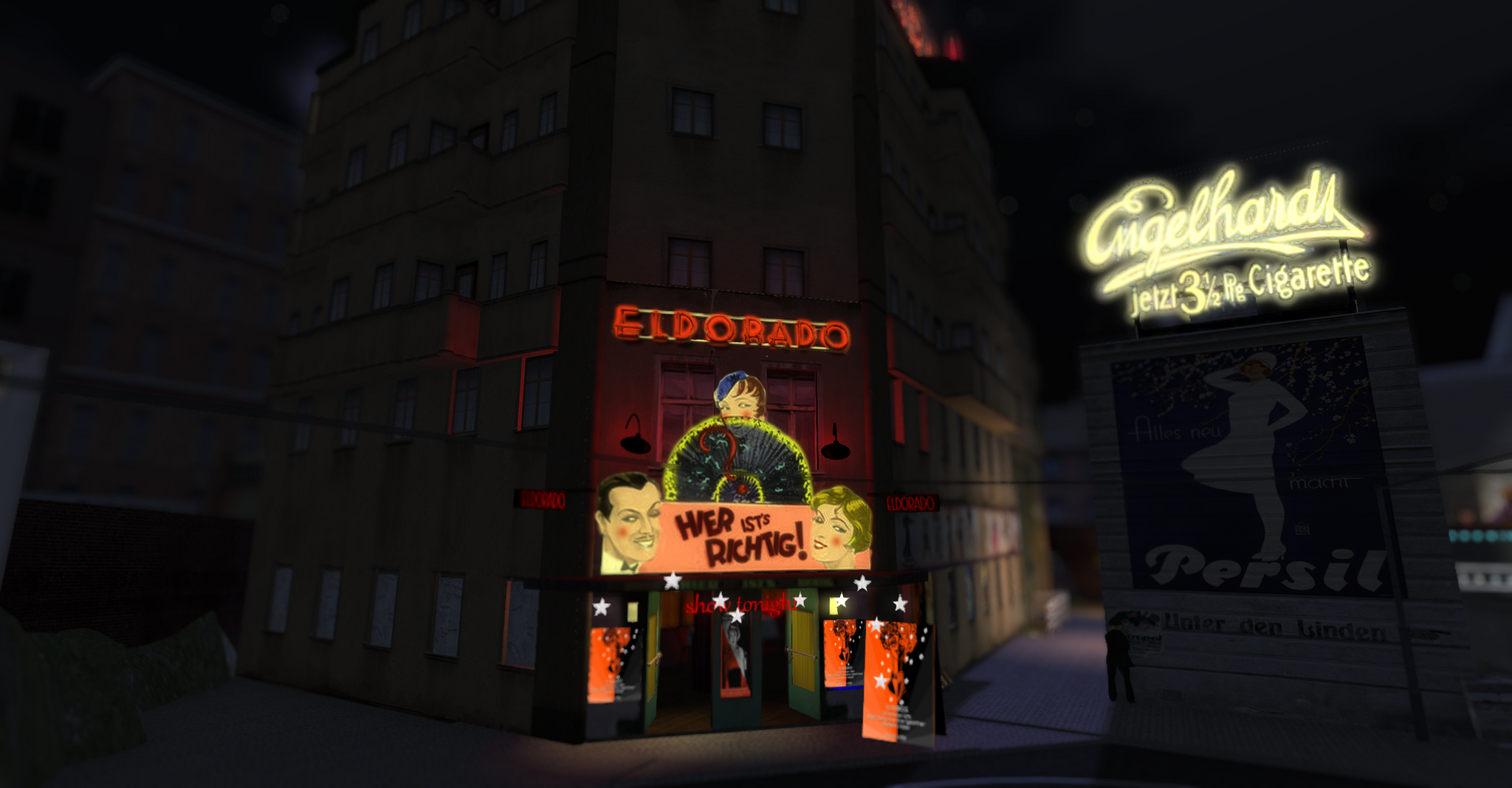
Un hommage numérique de 2013 à l'Eldorado à Motzstr. 15 sur Second Life, "Projet Berlin des années 1920"

## Anciens emplacements
Voici quelques-uns des emplacements connus de l'Eldorado, listés par ordre décroissant de date d'ouverture :
- Thorstraße 12, Berlin (adresse modifiée en Torstraße avec un numéro inconnu), cet emplacement était actif sous le nom d'Eldorado dès 1848 (cependant, cet emplacement avait un propriétaire différent)[1].
- Alte Jakobstraße 60, Kreuzberg, Berlin, nommé Eldorado-Diele et annoncé comme « un foyer chaleureux pour les hommes âgés »[1].
- Kantstraße 24, Charlottenburg, Berlin, actif environ de 1920 à avant 1928, et annoncé comme le « point de rencontre du monde sophistiqué international »[1].
- Lutherstraße 31/32, Nollendorfkiez [de] de Schöneberg, Berlin (en 1963, le nom de la rue et l'adresse ont été modifiés en Martin-Luther-Straße 13), actif sous le nom d'Eldorado de 1926 à 1930[1].
- Motzstraße 15/Kalckreuthstraße 11, Nollendorfkiez de Schöneberg, Berlin (un emplacement d'angle, l'adresse a été modifiée en Motzstraße 24/Kalckreuthstraße 11), actif sous le nom d'Eldorado de 1928 à environ décembre 1932[1].

## Histoire
Ludwig Konjetschni était propriétaire de trois des emplacements de l'Eldorado (Kantstraße, Lutherstraße, Motzstraße), dont deux étaient connus comme des espaces gays (Lutherstraße et Motzstraße). De nombreux détails sur l'histoire du club de Lutherstraße ont été publiés dans le livre allemand Ein Führer durch das lasterhafte Berlin: Das deutsche Babylon 1931 (en anglais : A Guide Through Licentious Berlin: The German Babylon 1931) écrit par Curt Moreck (pseudonyme de Konrad Haemmerling (en)), ainsi que dans le livre allemand Berlins lesbische Frauen (1928) écrit par Ruth Margarete Roellig.
Le paragraphe 175, une disposition du Code pénal allemand en vigueur de 1871 à 1994, criminalisait les actes homosexuels entre hommes. Des lieux comme l'Eldorado offraient des partenaires de danse de même sexe par le biais d'un système de membres, et ils émettaient des jetons.
Les performances au club étaient diverses et incluaient des hommes efféminés vêtus de vêtements féminins dansant, et un homme chantant des chansons à consonance parisienne avec une voix de soprano aiguë. Marlene Dietrich s'est produite au club. De plus, ils organisaient des bals et des fêtes costumées sophistiquées. L'Eldorado comprenait également ce que l'on appelle aujourd'hui des Drag shows comme une partie régulière des performances de cabaret. Il existait de nombreux établissements quelque peu similaires à l'Eldorado à cette époque. Le club a été décrit par des écrivains et des artistes et a été immortalisé dans des peintures et des photographies,.

### Fermeture de la Motzstraße 15
En décembre 1932, le président de la police de Berlin, Kurt Melcher, a ordonné la fermeture de tous les "plaisirs de danse homosexuels", ce qui a forcé la fermeture de plus d'une douzaine de clubs. Quelques semaines plus tard, les nazis étaient au pouvoir. Ernst Röhm était un habitué du club avant sa fermeture. Hitler a été nommé chancelier en janvier 1933, et peu de temps après, les nazis ont saisi l'espace du club situé au Motzstraße 15 pour l'utiliser comme quartier général de la Sturmabteilung (SA). En mai 1933, l'Institut für Sexualwissenschaft (Institut pour la science sexuelle) de Berlin a également été attaqué par les nazis.
Depuis 2015, l'emplacement est une épicerie bio.

## Héritage
Le club a été mentionné dans le livre de non-fiction allemand : Ein Führer durch das lasterhafte Berlin: Das deutsche Babylon 1931 (en français : Un guide à travers le Berlin licencieux : Le Babylone allemand 1931), écrit par Curt Moreck (pseudonyme de Konrad Haemmerling).
Deux des romans de fiction de Christopher Isherwood se déroulent en partie à l'Eldorado :
- Mr Norris Changes Trains (1935 ; édition américaine intitulée The Last of Mr Norris)
- Goodbye to Berlin (1939).

L'artiste Christian Schad a peint le portrait du comte de Saint-Genois d'Anneaucourt en 1927 (1927), aujourd'hui conservé au Centre Pompidou, et sur le côté droit du tableau se trouve un transsexuel bien connu qui était un habitué de l'Eldorado,. L'aquarelle d'Otto Dix intitulée Eldorado (1927)  et le triptyque d'Ernst Fritsch, Erinnerung an Eldorado (1929) immortalisa le club.
Dans le récit de l'histoire LGBT de l'Eldorado, on néglige largement le rôle du bâtiment situé au Motzstraße 15 (anciennement) dans les débuts du deuxième mouvement gay et lesbien en Allemagne de l'Ouest. Par coïncidence, c'est dans l'ancien Motzstraße 15, à l'époque renommé Motzstraße 24, que les fondateurs de la première organisation lesbienne et gay en Allemagne après la Seconde Guerre mondiale ont officiellement formé un groupe appelé Homosexuelle Aktion Westberlin (HAW) le 15 août 1971. Le HAW a donné naissance au mouvement LGBT ouest-allemand, et dans une certaine mesure au mouvement LGBT est-allemand. L'obscurité relative du groupe dans le présent pourrait en partie être due aux idées politiques exprimées par certains de ses membres à l'époque, qui pourraient sembler politiquement inopportunes dans le climat politique actuel.
La première radio berlinoise à proposer du contenu gay, Eldoradio (radio broadcast) (de) (1985-1991) doit son nom à la discothèque.
En 2023, Netflix a sorti le documentaire Eldorado : Le Cabaret honni des nazis.

## Des personnes remarquables
Une liste de personnalités associées au club Eldorado.
- W. H. Auden
- Marlene Dietrich[6]
- Otto Dix[12]
- Ernst Fritsch
- Magnus Hirschfeld
- Christopher Isherwood
- Egon Erwin Kisch[6]
- Erika Mann[6]
- Klaus Mann[6]
- Ruth Margarete Roellig
- Ernst Röhm[1]
- Rudolf Sieber

## Lectures complémentaires
- Ruth Margarete Roellig, Berlins lesbische Frauen, Bruno Gebauer Verlag f. Kulturprobleme, coll. « Bibliothek der Frauenfrage in Deutschland », 1928, 52 p. (lire en ligne)
- Curt Moreck, Ein Führer durch das lasterhafte Berlin: Das deutsche Babylon 1931, Bebra Verlag, 1931 (ISBN 978-3898091497, lire en ligne)
- Eldorado, Homosexuelle Frauen und Männer in Berlin, 1850–1950: Geschichte, Alltag und Kultur, Vertag Rosa Winkel, Edition Hentrich, 1992 (ISBN 9783894680329, lire en ligne)